# Monumento a Cristoforo Colombo (Buenos Aires)
Il Monumento a Cristoforo Colombo (in spagnolo: Monumento a Cristóbal Colón) è un monumentale complesso celebrativo del navigatore genovese situato nella capitale argentina Buenos Aires e realizzato dallo scultore italiano Arnaldo Zocchi. La statua, inaugurata nel 1921 in una piazza adiacente alla Casa Rosada, è stata rimossa nel 2015 dopo una lunga controversia politica e giudiziaria e ricollocata nei pressi dell'Aeroparque Jorge Newbery.

## Storia
Nel 1907 la comunità italiana emigrata in Argentina, su iniziativa dell'imprenditore Antonio Devoto, promosse una raccolta fondi per realizzare un monumento da donare alla Repubblica Argentina come omaggio Centenario della Rivoluzione di Maggio. Il 24 maggio 1910 anno fu posta la prima pietra del monumento, collocato nel parco Colón, retrostante la Casa Rosada, ed appositamente realizzato per ospitare il manufatto. L'opera, progettata dallo scultore Arnaldo Zocchi, fu costruita in Italia e poi smantellata ed inviata a Buenos Aires. I lavori subirono anni di ritardo a causa dello scoppio in Europa della prima guerra mondiale. Il 15 giugno 1921 il monumento a Colombo fu solennemente inaugurato.
Durante il bombardamento di Plaza de Mayo del 1955 il complesso monumentale fu danneggiato dallo scoppio di alcuni ordigni caduti nei paraggi. Nel 1987, alla base del monumento, fu collocato un ordigno che tuttavia non esplose.

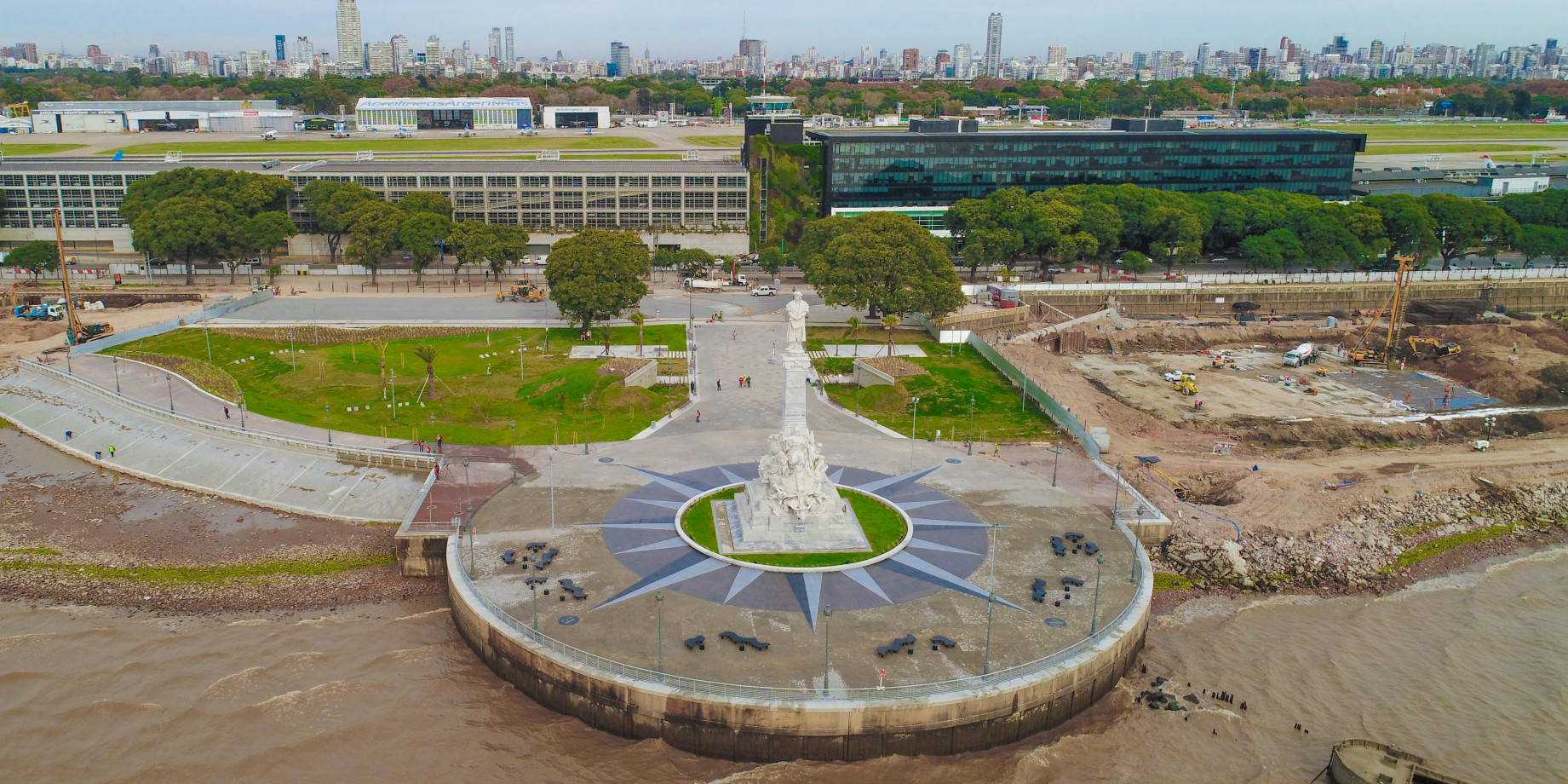
Il Monumento a Cristoforo Colombo nell'attuale collocazione lungo il Río de la Plata.

Nel 2013 la presidente argentina Cristina Fernández de Kirchner decise di rimuovere il monumento di Colombo per sostituirlo con uno dedicato a Juana Azurduy, opera questa donata dal governo boliviano di Evo Morales. La decisione dell'esecutivo, che inizialmente aveva previsto di trasferire il monumento a Mar del Plata, causò una serie di battaglie legali con il governo municipale, guidato da Mauricio Macri, sulla giurisdizione dell'opera. Contemporaneamente anche le associazioni delle varie comunità italo-argentine si mobilitarono per salvaguardare il monumento.
Nonostante le proteste, il monumento nel giugno 2013 venne smantellato in pezzi e provvisoriamente collocato nei pressi della sua sede per restaurarlo. Nel 2017, in base ad un accordo tra il governo della città di Buenos Aires e quello nazionale, l'opera fu sottoposta a restauro e collocata in un apposito spazio antistante l'Aeroparque Jorge Newbery lungo il Río de la Plata. Ironia della sorte lo stesso anno il monumento a Juana Azurduy fu a sua volta trasferito e ricollocato davanti al Centro Cultural Kirchner.

## Descrizione
Il monumento, alto complessivamente 26 m è costituito da un pilastro ionico coronato da una statua, alta 6,25 metri e realizzata in marmo di Carrara, di Cristoforo Colombo che scruta verso oriente. Alla base del pilastro si sviluppa un gruppo scultoreo che raffigura un gruppo di marinai che spingono in mare una caravella sormontati dalle statue della Civilizzazione, del Genio, dell'Atlantico e della Scienza. Sulla parte posteriore si stagliano le sculture della Fede e della Giustizia.
Sulla fronte del pilastro e del gruppo scultoreo si trova un'iscrizione recante scritto A Cristoforo Colombo Palos III Agosto MCDXCII in ricordo della data della partenza del primo viaggio di Colombo.